# Kent Brockman
Kent Brockman (spelad av Harry Shearer) är en rollfigur i den animerade tv-serien Simpsons.

## Biografi
Brockman jobbar på Springfields lokal-tv. Jämfört med många andra karaktärer i Simpsons är han rätt 'normal', men ibland överdriver han sina nyheter, till exempel när han sade att ett par myror hade tagit över ett bemannat rymdskepp. Kent vägrar läsa upp nyheter om han inte får sitt wienerbröd. Han har haft TV-kanalens meteorolog som flickvän. Kent har en gång ställt upp som kandidat till stadens nya borgmästare men blev inte vald.
Han leder också flera nyhetsprogram, såsom Eye on Springfield, Kentrasting People och "My Two Cents". Hans hustru Stephanie är väderuppläsare på kanalen och paret har en dotter, Brittany, och en collie som heter Jessica. Hans syster jobbar som korrespondent i Washington, D.C. för CNN.
Kent har vunnit jackpotten på statslotteriet, 130 miljoner dollar, och tjänade då 500 000 dollar per år. Han avskedades en gång efter att FCC dömt TV-bolaget betala 10 miljoner dollar i böter efter att han svurit i direktsändning. Kent flyttade in till familjen Simpsons och la ut videoklipp på Youtube innan han återfick jobbet med 50% löneökning. Han även fått sparken en gång efter att han burit sig illa åt i direktsändning. Kent har vunnit tolv newsies, sju ironmick, fyra golden quartz och det bästa priset från Del Monte samt en Emmy Award
I en serie i "The Simpsons Comics" hotar Kents chef att avslöja att Kents namn egentligen är Brock Kentman, om "Brock" inte sköter sitt arbete, serietidningarnas handlingar räknas som canon, så det är inte säkert att det stämmer. Han är baserad på nyhetsankarna Hal Fishman och Jerry Dunphy.

## Citat
- "Och jag för min del, välkomnar våra nya insektsherrar." (insect overlords)
- "Jag har sagt det förut, och jag säger det igen, demokrati fungerar helt enkelt inte". (democracy simply doesn't work)